# Dorf im Warndt
Dorf im Warndt ist ein Ortsteil der Gemeinde Großrosseln im saarländischen Regionalverband Saarbrücken und wurde vom Saarbrücker Stadtbauamt  aus von Georg Laub und Hermann Stolpe unter der Leitung von Walther Kruspe entworfen. Bis Ende 1973 war Dorf im Warndt eine eigenständige Gemeinde.

## Geschichte
Der Ort wurde als nationalsozialistische Mustersiedlung Ende der 1930er-Jahre im an Frankreich angrenzenden Waldgebiet Warndt errichtet. Den Auftrag zum Bau erteilte das Reichsheimstättenamt, der Spatenstich erfolgte am 24. November 1936. Geplant war, für die benachbarte Großstadt Saarbrücken eine Stadtrandsiedlung zu bauen. Untergebracht wurden in der so genannten Kleinsiedlung mit Nebenerwerbsstellen (mit Gärten und Flächen für die Haltung von Kleintieren für die Selbstversorgung) jedoch vor allem Berg- und Stahlarbeiterfamilien aus den umliegenden Gruben und der Völklinger Hütte.
Den Namen erhielt es, da es ein Dorf im Warndt bzw. Warndtwald ist.
Die Saarbergwerke schufen zwischen 1962 und 1964 eine zusätzliche Werkssiedlung.
Am 1. April 1964 wurde die Gemeinde Dorf im Warndt durch Ausgliederung aus den Gemeinden Großrosseln, Karlsbrunn und Ludweiler neu gebildet.
Am 1. Januar 1974 erfolgte im Zuge der saarländischen Gebiets- und Verwaltungsreform die Eingemeindung nach Großrosseln.
Der Ort wurde mehrfach bei den Wettbewerben „Unser Dorf soll schöner werden“ und „Die besten Kleinsiedlungen“ ausgezeichnet.

## Galerie

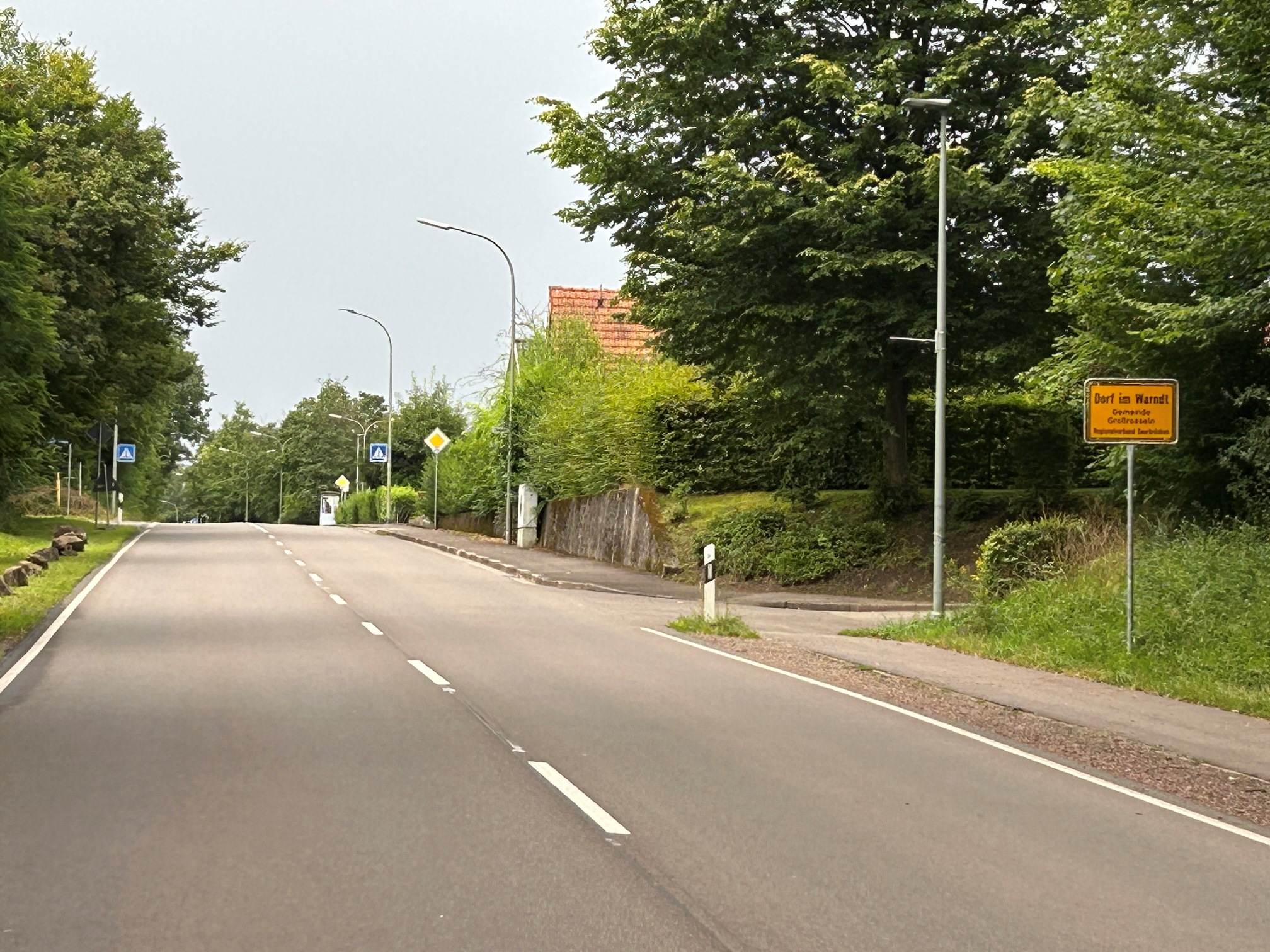
Ortseingang Dorf im Warndt
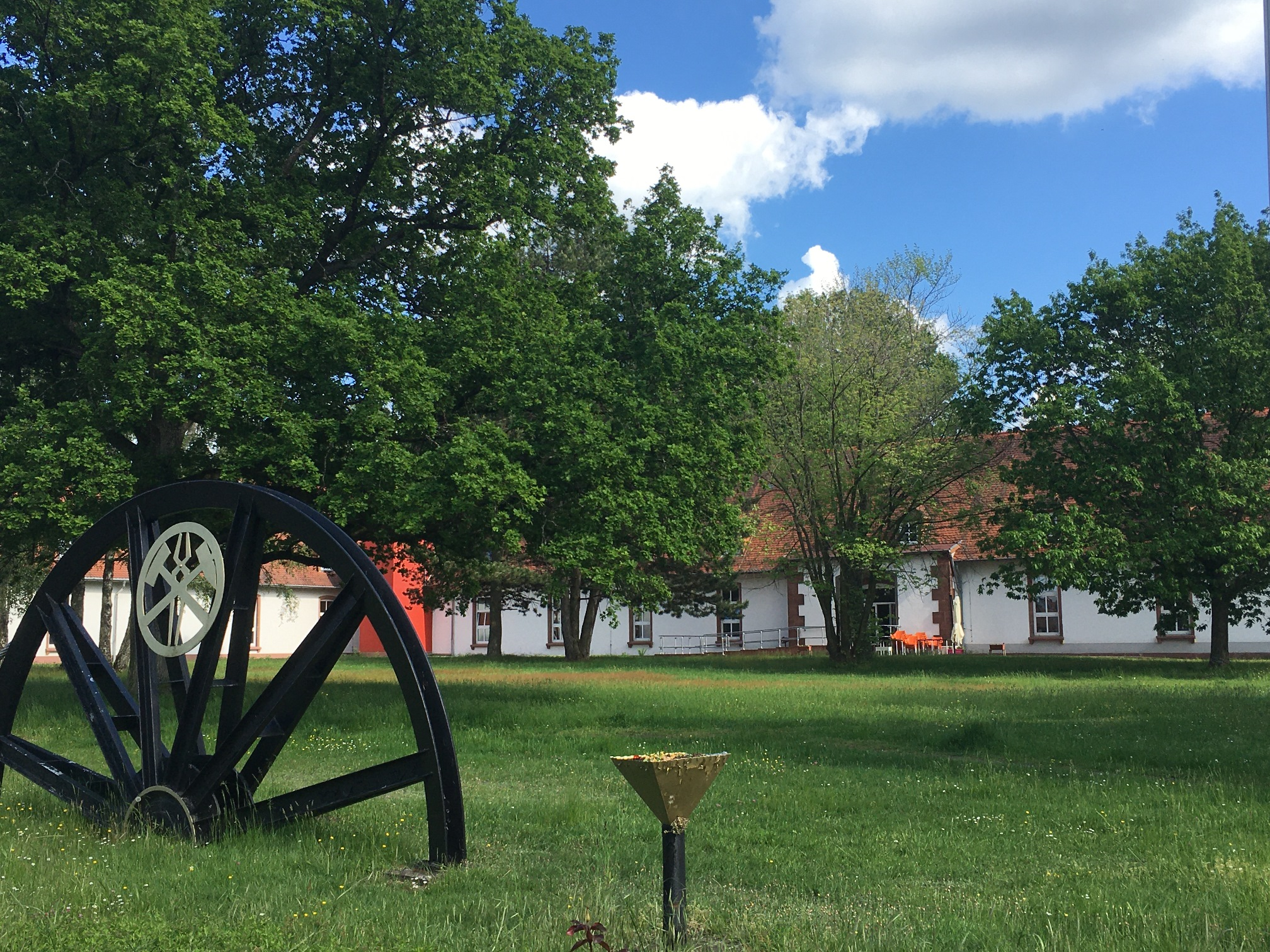
Alte Schule Dorf im Warndt
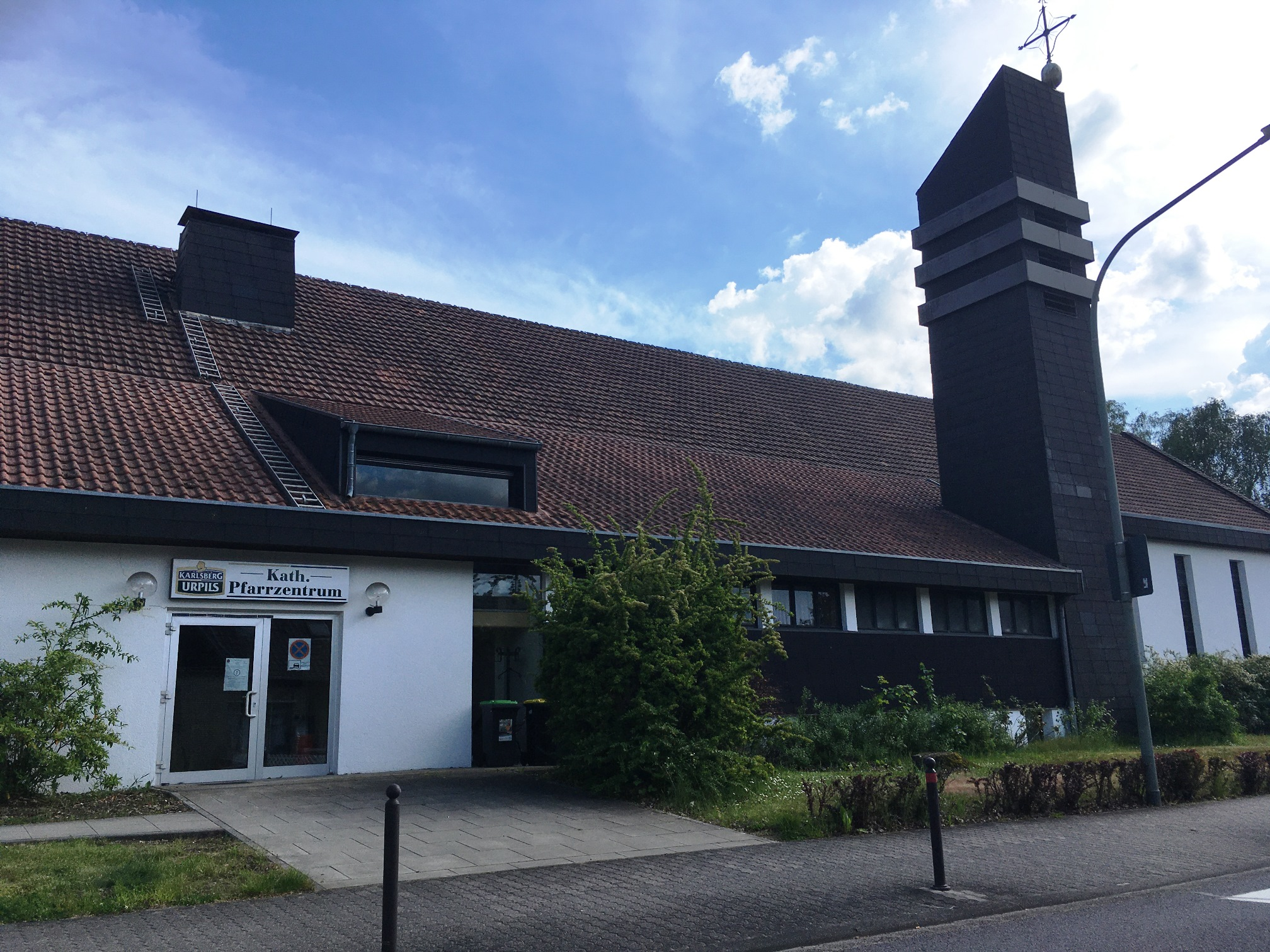
Kath. Pfarrzentrum Dorf im Warndt
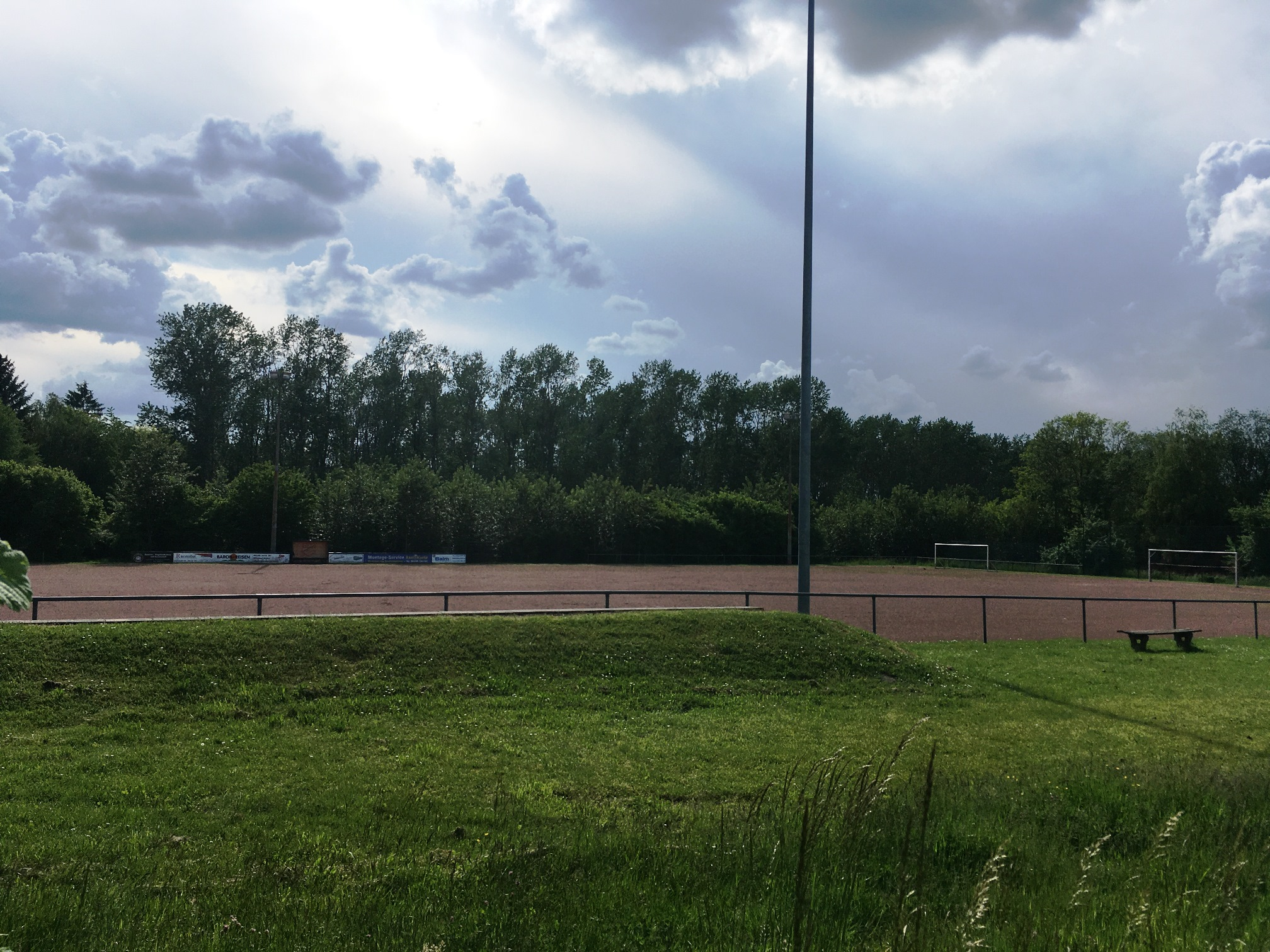
Sportplatz Dorf im Warndt
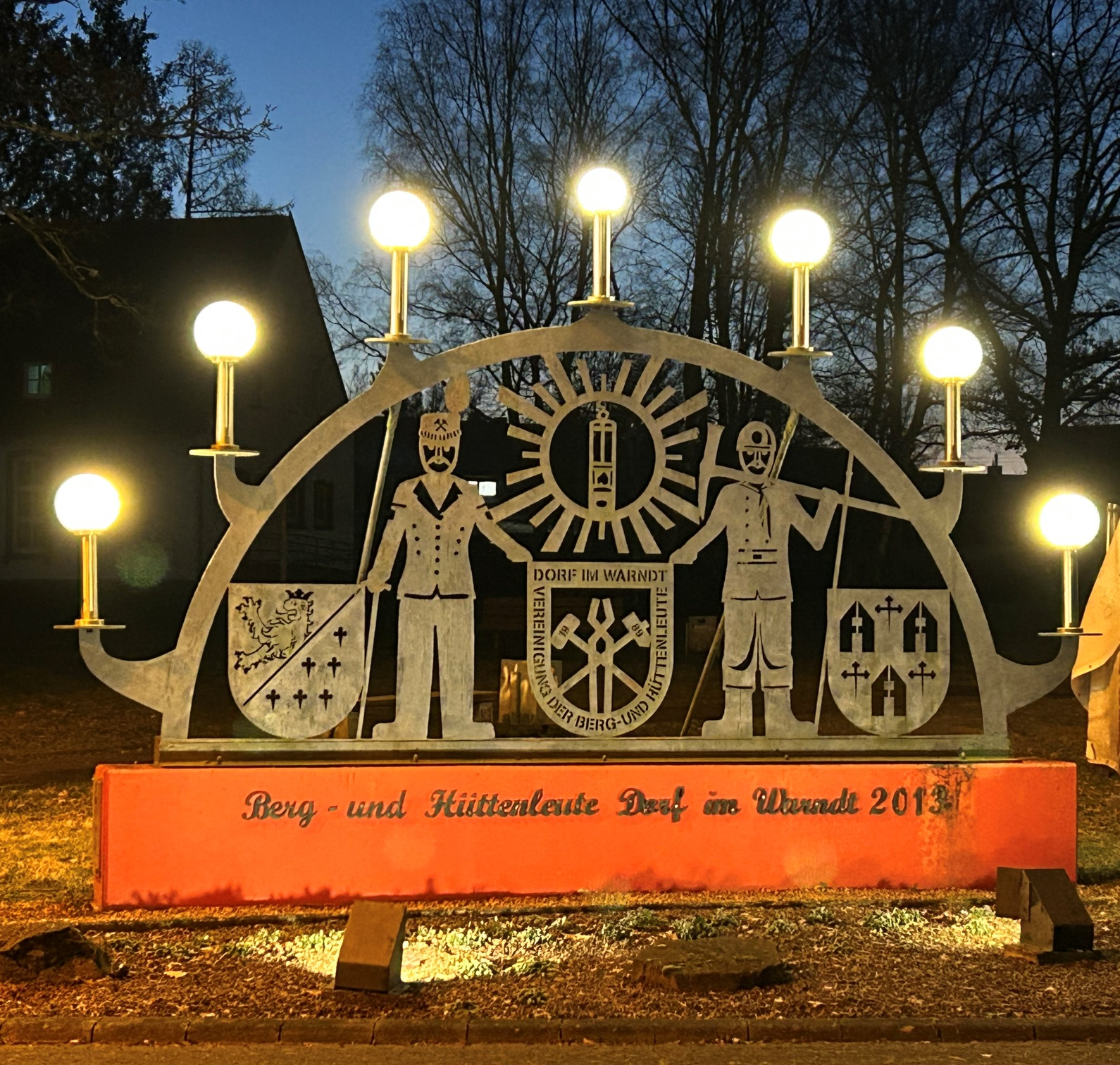
Denkmal Berg- und Hüttenleute Dorf im Warndt
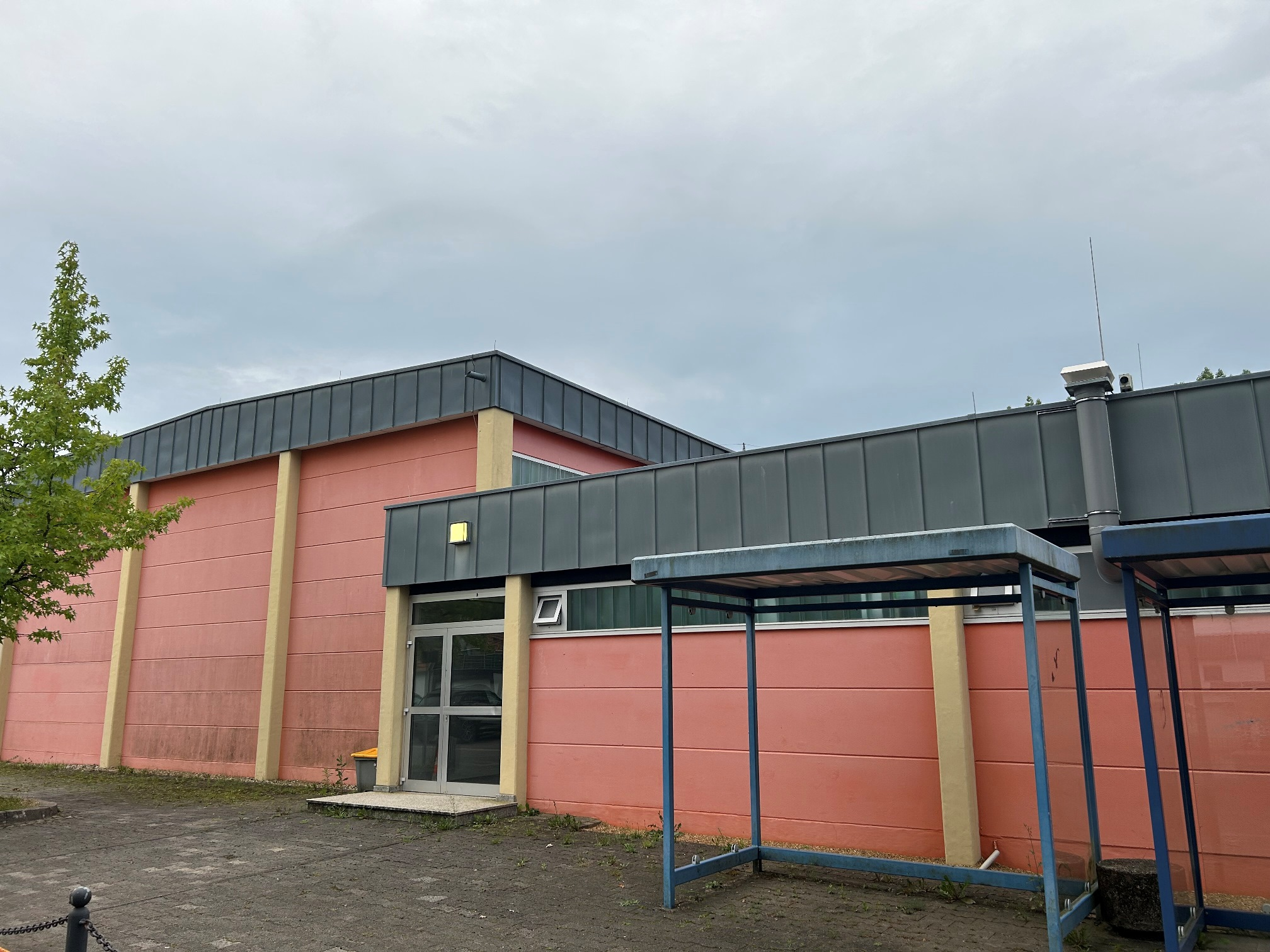
Mehrzweckhalle Dorf im Warndt